# Castell de Montjuïc
Castell de Montjuïc (spanska: Castillo de Montjuïc) är ett slott i Spanien.   Det ligger i provinsen Província de Barcelona och regionen Katalonien, i den östra delen av landet, 500 km ostnordost om huvudstaden Madrid. Montjuic Castle ligger 187 meter över havet.
Terrängen runt Castell de Montjuïc är platt åt sydväst, men åt nordväst är den kuperad. Havet är nära Castell de Montjuïc åt sydost. Närmaste större samhälle är Barcelona, 2,9 km norr om Castell de Montjuïc. 